# Liam Howlett
Liam Paul Paris Howlett (Braintree, Essex, 21. kolovoza 1971.), britanski glazbenik. 
Jedan je od osnivača britanske electro-punk grupe The Prodigy.

## Životopis
U svom djetinjstvu učio je svirati klavir. Sa svojih 14 godina napravio je svoj prvi mix pomoću pause/play gumba na kasetofonu. Neko vrijeme bio je i DJ u hip-hop sastavu "Cut 2 Kill" sve dok nije počeo s produkcijom svoje vlastite glazbe. Radio je i kao DJ u klubu "Barn".  
U istome su klubu plesali Keith Flint i Leeroy Thorinhil. Keith je od Liama zatražio da mu snimi mix nekih pjesama. Liam je na kasetu napisao Prodigy, što je ustvari model Moog sintisajzera koji je Liam koristio za izradu pjesama koje je stavio na B stranu kasete koju ga je Keith tražio.
Keith i Leeroy su poslušali B stranu i bili su oduševljeni. Odmah na idućem rave party-u u Barnu Leeroy i Keith predložili su Liamu formiranje sastava.
Liam je prihvatio Leeroyev i Keithov prijedlog i tako je nastao sastav koji je dobio ime prema natpisu koji je Liam stavio na kasetu: The Prodigy.